# نورت اسکوبارز (تگزاس)
نورت اسکوبارز (به انگلیسی: North Escobares) یک منطقهٔ مسکونی در ایالات متحده آمریکا است که در شهرستان استار، تگزاس واقع شده‌است. نورت اسکوبارز ۱٫۸ کیلومتر مربع مساحت و ۱۱۸ نفر جمعیت دارد و ۵۶ متر بالاتر از سطح دریا واقع شده‌است.